# Salt Island (Aleuten)
Salt Island ist eine unbewohnte Insel der Andreanof Islands, die zu den Aleuten 
gehören. Das 2 km lange flache Eiland liegt an der Nordküste von Atka Island.